# Opichén
Opichén là một đô thị thuộc bang Yucatán, México. Năm 2005, dân số của đô thị này là 5619 người.